# نادي أهلي صنعاء
أهلي صنعاء، هو نادي كرة قدم وكرة سلة يمني مقره صنعاء، اليمن. تأسس عام 1952.ومن بيناها اللعب الاصطوري احمد محمد حسن الحوقره

## التأسيس
بدأ النادي بنشاطه في ثلاثينيات القرن العشرين عام 1934 وسمي نادي الأهالي المقصود بها ذلك الوقت أهالي صنعاء القديمة وبعدها تم تحويل الاسم إلى فريق أهلي صنعاء تأثراً بفريق الأهلي المصري، تأسس النادي رسمياً عام 1952م وحصد أول كأس له عام 1954م وكان عبارة عن كأس صغير تسلمه الفريق من الإمام أحمد حميد الدين في إحدى المسابقات المقامة بتعز بعد خسارته من فريق الأحمدي بتعز، ليكون ذلك الكأس باكورة لما حصد الفريق بعدها من بطولات وكؤوس متعددة.

## بطولات النادي ما قبل إعادة الوحدة اليمنية
- حصد الأهلي بطولات الدوري في المواسم :

1. 1981 /1982
2. 1982 /1983
3. 1983 /1984
4. 1987 / 1988

- حصل على كأس رئيس الجمهورية في مواسم :

1. 1980 / 1981
2. 1982 / 1983
3. 1983 / 1984
4. 1985 / 1986

### مشاركاته الخارجية في تلك الفترة
1. بطولة الأندية العربية بجدة عام 1985م.
2. بطولة مجلس التعاون العربي الأولى - الأردن - 1989م
3. بطولة الأندية العربية الآسيوية التاسعة 1989م
4. دوري أبطال آسيا عام 1985.

## بطولات النادي بعد إعادة الوحدة اليمنية عام 1990
- حصد بطولات الدوري في مواسم:

1. 1992 / 1993
2. 1993 / 1994
3. 1998 / 1999
4. 1999 / 2000
5. 2000 / 2001
6. 2006 / 2007

- حصل على كأس رئيس الجمهورية مواسم :

1. 2000 / 2001
2. 2003 / 2004
3. 2008 / 2009

- كما حصل على كأس الوحدة اليمنية عام 2004
- وحصل على كأس الاستقلال في اليمن عام 2006

### مشاركاته الخارجية بعد الوحدة
- دوري أبطال آسيا أعوام:

1990 ، 1994 ، 2001 ، 2002
- كأس الاتحاد الآسيوي أعوام:

2008 ، 2010
- دوري أبطال العرب أعوام :

2001 ، 2008
- كأس الكؤوس الآسيوية أعوام:

1992 ، 1999
1. بطولة الأندية العربية الثانية لأبطال مجلس التعاون العربي - بغداد - 1990م.
2. بطولة رأس السنة - أرتيريا 1993م.
3. نهائيات بطولة الأندية العربية أبطال الدوري - قطر - 2001م

- النادي يحتوي على ألعاب أخرى غير كرة القدم كالطائرة والطاولة وألعاب القوى ..الخ

## اللاعبون في فريق كرة القدم
- القائمة تحتاج لتحديث وتعديل وتغيير ما أصبح قديما فيها

ملاحظة: تشير الأعلام إلى المنتخب الوطني على النحو المحدد في قواعد الأهلية للفيفا. قد يحمل اللاعبون أكثر من جنسية واحدة غير تابعة للفيفا.
| الرقم | البلد | المركز | اللاعب             |
| ----- | ----- | ------ | ------------------ |
| 1     | اليمن | حارس   | معاذ عبد الخالق    |
| ?     | اليمن | حارس   | علي العنسي         |
| ?     | اليمن | حارس   | جميل الحبيشي       |
| ?     | اليمن | حارس   | محمد عيسى          |
| 3     | اليمن | مدافع  | أحمد إبراهيم خليل  |
| 4     | اليمن | مدافع  | عبد العزيز الجماعي |
| ?     | اليمن | مدافع  | علي حمران          |
| ?     | اليمن | مدافع  | علي جعرة           |
| 5     | اليمن | مدافع  | أسعد القماسي       |
| ?     | اليمن | مدافع  | حماده الزبيري      |
| ?     | اليمن | مدافع  | حمير المصري        |
| 19    | اليمن | مدافع  | عصام الذبحاني      |
| ?     | اليمن | مدافع  | راوح عبده راوح     |
| 13    | اليمن | مدافع  | سامي الحيمي        |
| 17    | اليمن | مدافع  | يحيى حوبان         |
| 6     | اليمن | مدافع  | زيد النجار         |
| 20    | اليمن | وسط    | عبده علي الادريسي  |

| الرقم | البلد | المركز | اللاعب                                     |
| ----- | ----- | ------ | ------------------------------------------ |
| ?     | اليمن | وسط    | علاء الصاصي                                |
| 14    | اليمن | وسط    | عرفات سعيد                                 |
| 7     | اليمن | وسط    | فؤاد العماري                               |
| 12    | اليمن | وسط    | هاني جعره                                  |
| 9     | اليمن | وسط    | جمال القديمي                               |
| ?     | اليمن | وسط    | مايا ألومي                                 |
| 8     | اليمن | وسط    | ربيع جعرة                                  |
| 21    | اليمن | وسط    | وسام عبد ربه                               |
| ?     | اليمن | وسط    | حافظ حفيظ                                  |
| 10    | اليمن | مهاجم  | علي النونو                                 |
| 11    | اليمن | مهاجم  | إبراهيم حسن                                |
| ?     | اليمن | مهاجم  | محمد المنج                                 |
| ?     | اليمن | مهاجم  | ناصر هداشي                                 |
| ?     | اليمن | مهاجم  | فارس آدم                                   |
| ?     | اليمن | مهاجم  | سمير عبد الناصر                            |
| ?     | اليمن | مهاجم  | سامي الذماري                               |
| ?     | اليمن | مهاجم  | سامي جعيم                                  |
| ?     | اليمن | مهاجم  | وحيد الخياط                                |
| ?     | اليمن | مهاجم  | وليد النقيب 21-عبد الجليل عبد القادر مهاجم |